# Кавалерка
Кавале́рка — река в Ростовской области и Краснодарском крае, правый приток Еи. Длина 78 км, площадь водосборного бассейна 695 км². Минерализация вод в межень высокая.

## Географическое положение

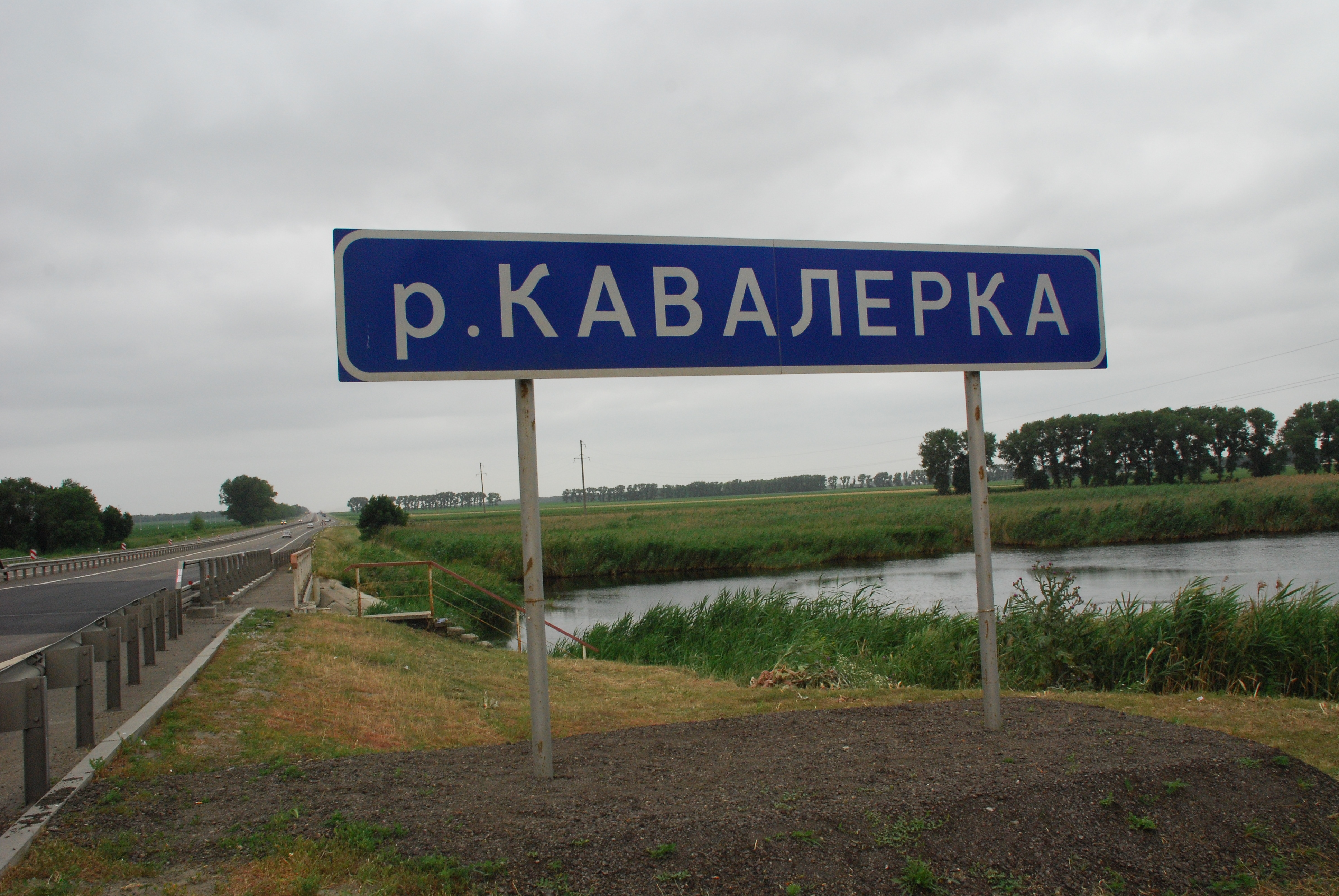
Дорожный указатель

Берёт начало в Ростовской области, около хутора Шаумяновского, течёт с востока на запад в Краснодарский край, где и впадает в Ею между станицами Кисляковской и Кущёвской. Протекает по территории Егорлыкского района Ростовской области и Кущёвкому и Крыловскому районам Краснодарского края.